# LaFee
Pour les articles homonymes, voir Klein.
Pour son premier album, voir LaFee (album).
Christina Klein, dite LaFee, née le 9 décembre 1990 à Stolberg, est une  chanteuse de pop/rock, auteure-compositrice-interprète, actrice et mannequin allemande.
En 2011, elle dévoile un côté plus electro pop. L'année suivante, elle met en pause sa carrière musicale pour se consacrer à de nouvelles activités. Actrice, et mannequin, elle a su se diversifier et intervenir dans différents domaines de l'artistique.
C'est en 2021 que LaFee reviendra à ses premières amours, la musique, avec le single Material Girl (Ich bin ein) dont la date de sortie est fixée au 26 février.

## Biographie

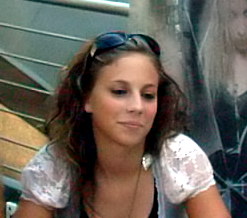
LaFee en 2006

Repérée à l'âge de 14 ans lors d'une émission de télévision (kiddy contest 2004), Christina, née à Aix la Chapelle le 9 décembre 1990, sortira en 5 ans cinq albums dont une compilation et une version anglaise de ses 12 meilleurs titres. Plusieurs fois récompensée pour son talent, LaFee a vendu plus d'un million d'albums dans ce laps de temps.
Son premier album LaFee sort au printemps 2006 et se classe n°1 des charts. Son premier single "Virus" (Virus) restera également au top des charts pendant plusieurs semaines.
Son deuxième opus, Jetzt Erst Recht, sort en 2007 et se classe n°1 des charts en moins de deux semaines avec "Heul Doch" (chiale donc!), son premier single.
En 2008, Christina décide de contenter ses fans étrangers en sortant un album qui reprend 12 de ses meilleures chansons, en anglais cette fois. Il permettra aux fans de patienter jusqu'à la sortie d'un 3e album allemand Ring Frei (Dégagez le Ring) en 2008. Le premier single du même titre est un succès, mais le second extrait laisse les fans sur leur faim. LaFee sortira en fin d'année une compilation en deux versions regroupant des versions live, orchestrales ou inédites.
EMI, sa maison de disques sortira en 2011 un « Classic Album » annonçant le retour de la chanteuse. Cet album regroupe les deux premiers opus de la chanteuse. Tous les artistes EMI sortent à un moment de leur carrière ce type d'œuvre.
Après deux années sans nouvelles, LaFee revient en 2011 avec un nouvel album, Frei, une nouvelle équipe (producteur : David Bonk), et un nouveau single Ich Bin (Je suis). Son album sortira le 19 août. Leben Wir Jetzt (Vivons Maintenant), fut le deuxième single.
LaFee fera une brève apparition en 2012 dans le film Hanni&Nanni 2 et y interprétera une chanson nommée Zeig dich (Montre Toi)
Elle crée la polémique parmi ses fans en posant nue pour le célèbre magazine Playboy.
De novembre à décembre 2012, elle interprète l'ange Belle dans la comédie musicale "L'esprit de Noël".
En 2014, LaFee fait son retour via un livre autobiographique FREI (Libre) qui sort le 18 novembre 2014. Elle y règle notamment ses comptes avec le monde de la musique. "J'ai commencé à 15 ans, je n'étais pas forcément libre. Lorsque vous devenez une star du jour au lendemain, c'est difficile. Il faut avant tout comprendre ce qui arrive" a-t-elle révélé dans une interview pour RTL. Ou encore, "Surtout quand vous êtes si jeune, il est difficile de ne pas avoir le tournis. Moi même, en haut, je pensais être le roi du monde".
Elle tiendra également le rôle d'Iva Lukowski dans le soap allemand Alles was zählt (tout ce qui compte) sur la chaîne RTL. Sa première apparition est le 23 octobre 2014.
Elle participe aussi à une campagne  publicitaire, en posant pour la marque de bijoux Pippa&Jean.
Le 16 novembre 2018, après 6 ans d'absence, elle fait son retour avec le titre Kartenhaus et le même jour LaFee annonce via sa chaîne YouTube, qu'elle travaille sur un nouvel album.
Le 27 avril 2023 elle annonce sa grossesse via les reseaux sociaux.

## Ex - Musiciens ( 2006 - 2012)
Elle a joué avec :
- Ricky Garcia à la guitare
- Goran Vujic à la basse
- Klaus Hochhaäuser au piano
- Tamon Nussner à la batterie

## Discographie
Albums studio
- 2006 : LaFee (album)
- 2007 : Jetzt erst recht
- 2008 : Shut Up
- 2009 : Ring frei
- 2011 : Frei

Compilation
- 2009 :  Best Of - LaFee

Rééditions
- 2011 :  Classic Album

DVD
- 2006 : Secret Live
- 2007 : Erst Recht mit VIVA

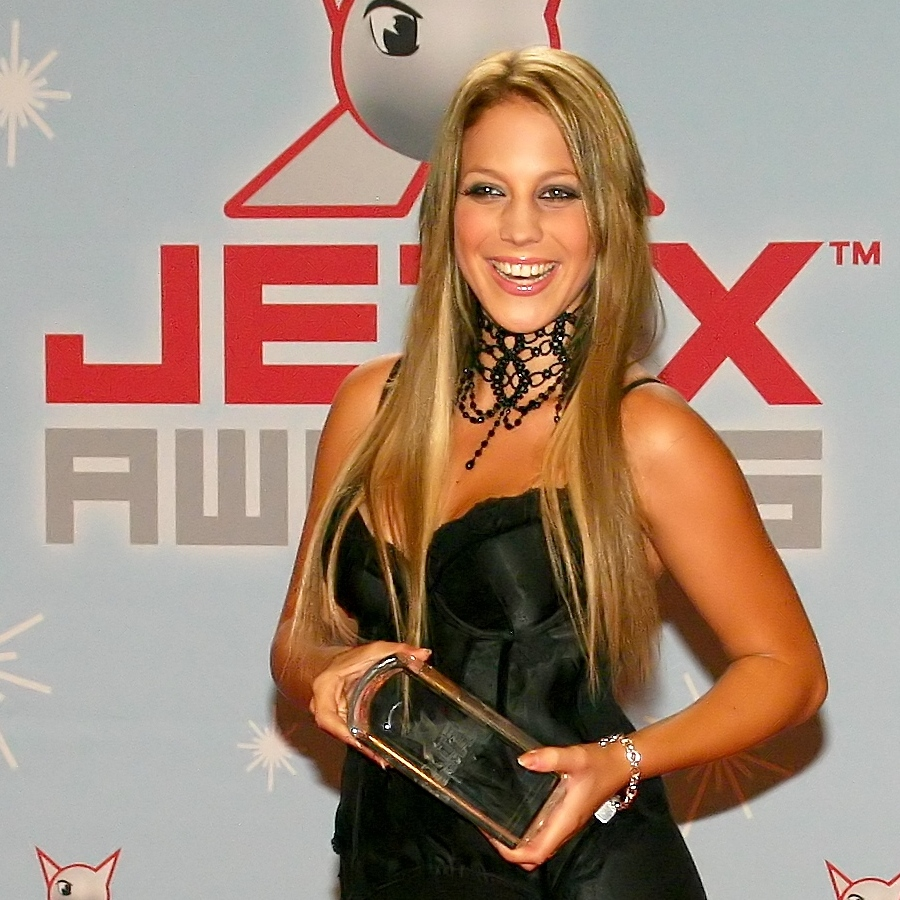
LaFee au Jetix Award à Berlin (2008).

- 2007 : Wer bin ich? - Ein ungeschminktes Märchen

## Tournées
- 2006 : Das Erste Mal Tour
- 2007 : Lass Mich Frei Tour
- 2007 : Jetzt Erst Recht Tour
- 2008 : Birthday Tour (annulé)
- 2009 : Ring Frei Tour
- 2015 : Club Tour (annulé)

## Filmographie
- 2006-2007 : Ninas Welt
- 2008 : Au rythme de la vie - Lucie
- 2012 : Hanni & Nanni 2 - elle-même
- 2014 : Alles was zählt - Iva Lukowski

## Récompenses
- 2006
  - Bravo Silber-Otto  dans la catégorie Supersängerin

- 2008

- - Echo dans la catégorie Künstlerin National Rock/Pop
  - Echo dans la catégorie Bester Newcomer National
  - Bravo Otto dans la catégorie meilleure chanteuse pop
  - Goldene Stimmgabel dans la catégorie  La star la plus photogénique
  - Kids' Choice Award dans la catégorie Meilleure chanteuse 
  - JETIX Award dans la catégorie Chanteuse/Chanteur le plus chaud de l'année

- 2008
  - Echo dans la catégorie chanteuse Nationale pop/rock
  - Bravo Otto dans la catégorie Meilleure Chanteuse National
  - Jetix Award dans la catégorie Bester Solo-Act